# William J. Allen

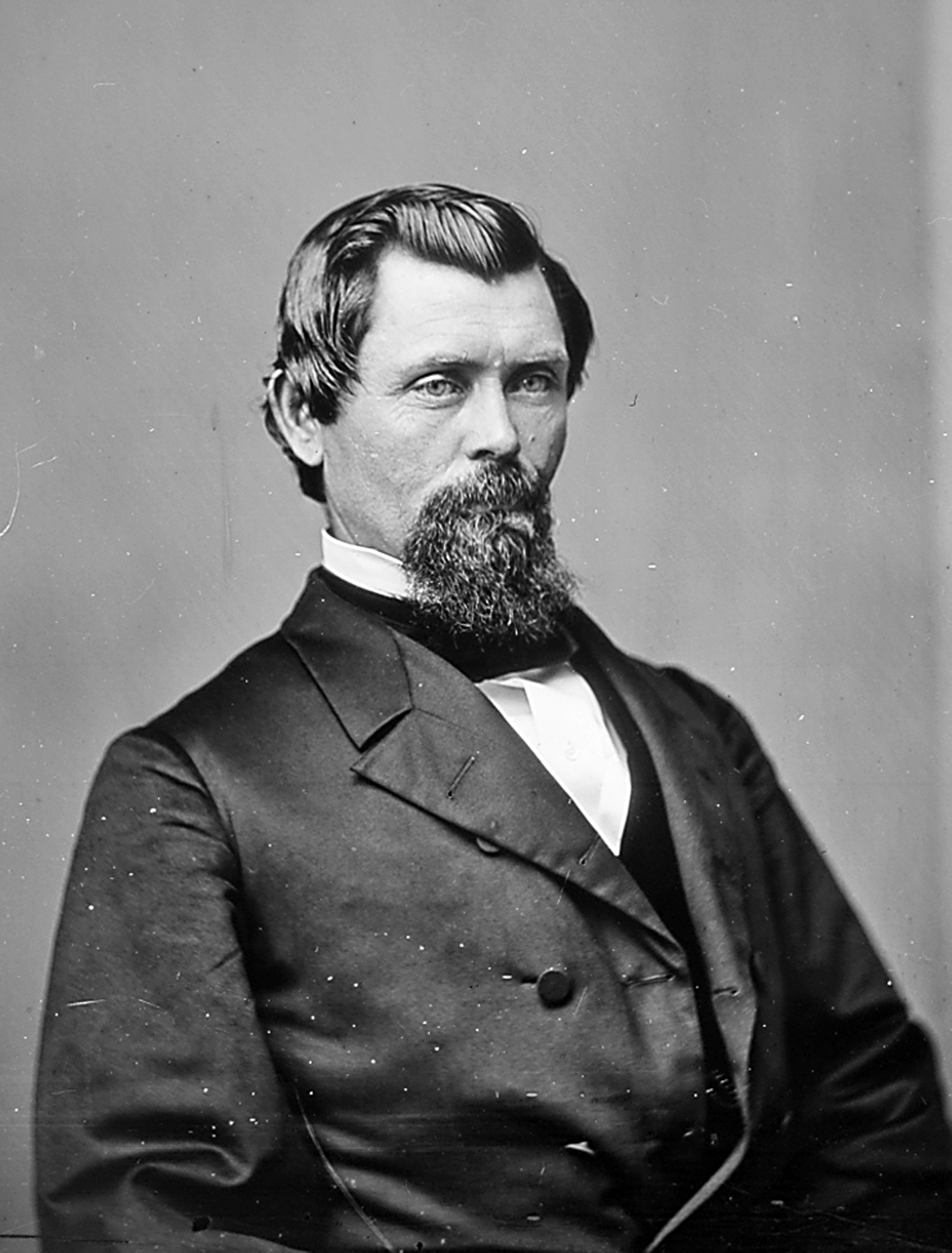
William J. Allen

William Joshua Allen (* 9. Juni 1829 im Wilson County, Tennessee; † 26. Januar 1901 in Hot Springs, Arkansas) war ein US-amerikanischer Jurist und Politiker. Zwischen 1862 und 1865 vertrat er den Bundesstaat Illinois im US-Repräsentantenhaus; später wurde er Bundesrichter am Bundesbezirksgericht für den südlichen Distrikt von Illinois.

## Werdegang
William Allen war der Sohn des Kongressabgeordneten Willis Allen (1806–1859). Um das Jahr 1830 kam er mit seinem Vater in das spätere Williamson County in Illinois. 1839 ließen sie sich in Marion nieder, wo er die öffentlichen Schulen besuchte. Nach einem anschließenden Jurastudium und seiner 1849 erfolgten Zulassung als Rechtsanwalt begann Allen in Metropolis in diesem Beruf zu arbeiten. Zwischen 1849 und 1851 war er Verwaltungsangestellter beim Repräsentantenhaus von Illinois. Danach praktizierte er als Anwalt in Marion. Im Jahr 1854 wurde er Staatsanwalt im 26. Gerichtsbezirk von Illinois. Politisch schloss er sich der Demokratischen Partei an. 1855 wurde er in den Senat von Illinois gewählt. Von 1859 bis 1861 amtierte er als Richter im 26. Gerichtsbezirk.
Nach dem Rücktritt des Abgeordneten John A. Logan gewann Allen die Nachwahl zum neunten Sitz von Illinois, woraufhin er am 2. Juni 1862 sein Mandat im Repräsentantenhaus in Washington, D.C. antrat. Nach einer Wiederwahl im 13. Wahlbezirk seines Staates konnte er bis zum 3. März 1865 im Kongress verbleiben. Diese Zeit war von den Ereignisses des Bürgerkrieges geprägt. Im Jahr 1864 verzichtete er auf eine erneute Kongresskandidatur.
In den Jahren 1862 und 1870 war William Allen Delegierter auf Versammlungen zur Überarbeitung der Verfassung von Illinois. Außerdem nahm er 1864 und 1888 an den jeweiligen Democratic National Conventions teil. Ab 1886 lebte er in Springfield. Von 1887 bis zu seinem Tod am 26. Januar 1901 in Hot Springs amtierte Allen als Richter am United States District Court for the Southern District of Illinois. Sein Sitz fiel danach an J. Otis Humphrey.